# ماسولاس
ماسولاس (به ایتالیایی: Masullas) یک کومونه در ایتالیا است که در استان اریستانو واقع شده‌است.

## خصوصیات
ماسولاس ۱۸٫۹ کیلومترمربع مساحت و ۱٬۱۶۱ نفر جمعیت دارد و ۱۲۹ متر بالاتر از سطح دریا واقع شده‌است.